# Buddusò
Buddusò (sard Uddusò, gal·lurès Buddusò) és un municipi italià, dins de la província de Sàsser. L'any 2007 tenia 4.035 habitants. Es troba a la regió de Montacuto. Limita amb els municipis d'Alà dei Sardi, Bitti (NU), Oschiri, Osidda (NU) i Pattada (SS).

## Administració
| Període | Identitat      | Partit        |
| ------- | -------------- | ------------- |
| 2005-   | Giovanni Satta | Llista Cívica |

## Personatges il·lustres
- Clemente Biondetti, pilot d'automobilisme